# 레토마노펠로
레토마노펠로(이탈리아어: Lettomanoppello)는 이탈리아 아브루초주 페스카라도에 위치한 코무네다. 로마 시대때 이곳은 아스팔트 채굴지였고 나중에는 대리석도 채굴하였다.